# Hoya persicina
Hoya persicina är en oleanderväxtart. Hoya persicina ingår i släktet Hoya och familjen oleanderväxter.

## Underarter
Arten delas in i följande underarter:
- H. p. persicina
- H. p. rosea